# 永野元玄
永野 元玄（ながの もとはる、1936年2月26日 - ）は、日本の高校野球審判員、元社会人野球選手。高知県出身。

## 来歴
高知市立城西中学校から土佐高等学校に進学。野球部では捕手。1952年、2年生の時に第24回選抜高等学校野球大会に出場したが初戦敗退。3年次は主将として、春夏連続甲子園出場。第25回選抜高等学校野球大会は2回戦で敗退したが、夏の第35回全国高等学校野球選手権大会では決勝まで進出。空谷泰を擁する愛媛県立松山商業高等学校との決勝戦では、9回表に勝利目前ファウルチップを落球、直後に空谷に同点打を放たれ、延長13回に決勝点を許し準優勝に終わった。
慶應義塾大学では藤田元司とバッテリーを組んだ。藤田からはゲンゲンと呼ばれていた。その後は住友金属で5年間プレーし、1964年から1993年まで30シーズン、甲子園審判員を務めた。1979年の第61回全国高等学校野球選手権大会3回戦（箕島対星稜延長18回）の球審も務めている。1994年からは審判委員幹事、以後日本高等学校野球連盟常任理事。

## エピソード
- 第55回全国高等学校野球選手権大会2回戦の作新学院対銚子商、作新の江川卓が延長12回に押し出し四球を与え作新がサヨナラ負けで敗退した試合の主審を務めていた[3]。
- 1988年の第60回選抜高等学校野球大会の神港学園対福島北戦では捕手の本塁上のブロックに対して走塁妨害（コリジョンルール）を適用し、1992年の第64回選抜高等学校野球大会の決勝戦、帝京対東海大相模戦では打者の2ストライク後の止めたバットによるファウルでのカットをスリーバント失敗で三振とした。どちらも「フェアプレー精神に基づく項目」と説明している。

## 書籍
- 『球審は永野さん』（大園康志著、ゆいぽおと）